# A. Albert
A. Albert (ur. 31 stycznia 1873, zm. 27 września 1919) – francuski rugbysta, olimpijczyk, zdobywca złotego medalu w turnieju rugby union na Letnich Igrzyskach Olimpijskich w 1900 roku w Paryżu.

## Kariera sportowa
W trakcie kariery sportowej reprezentował klub Cosmopolitan Club.
Ze złożoną z paryskich zawodników reprezentacją Francji zagrał w turnieju rugby union na Letnich Igrzyskach Olimpijskich 1900. Wystąpił w jednym meczu tych zawodów – 14 października Francuzi wygrali z Niemcami 27–17. Wygrywając oba pojedynki, Francuzi zwyciężyli w turnieju, zdobywając tym samym złote medale igrzysk.